# Saunier Duval
A Saunier Duval foi uma equipa ciclista espanhola que na sua última etapa contava com sede central em Hoznayo, Cantábria. O seu director geral era Mauro Gianetti. O director desportivo principal era Joxean Fernández "Matxín", auxiliado por Sabino Angoitia.
A partir de 2008 mudou de nome em diversas ocasiões (Scott-American Beef, Footon-Servetto e Fuji-Servetto), até chegar à denominação de Geox-TMC, com a que a equipa conseguiu a sua vitória mais destacada justo antes de desaparecer: o triunfo de Juanjo Cobo na classificação geral da Volta a Espanha de 2011.

## História da equipa

### Saunier Duval
A equipa fundou-se em 2004. Pelas suas fileiras têm passado grandes ciclistas como Leonardo Piepoli, Fabian Jeker, Andrea Tafi, José Ángel Gómez Marchante, Joseba Beloki, David Millar, Gilberto Simoni, Riccardo Riccò, Iban Mayo e inclusive individualmente ao paralímpico Javier Otxoa.

#### 2006
No ano de 2006 participou no calendário do UCI ProTour, e que agrupa aos 20 melhores equipas do mundo, e as melhores competições. Ficou classificado em 9ª posição, com 268 pontos. Na classificação de corredores, o ciclista melhor classificado da equipa foi José Ángel Gómez Marchante no 23º posto, com 97 pontos.
Ademais, conseguiu um total de 15 vitórias, destacando as 2 de Leonardo Piepoli no Giro d'Italia, as de Francisco Ventoso e David Millar na Volta a Espanha.
Assim mesmo, as vitórias ProTour conseguidas no Tour da Suíça por Koldo Gil, a etapa e classificação geral da Volta ao País Basco de José Ángel Gómez Marchante e a vitória conseguida na Volta à Catalunha por David Cañada. Destacam também as duas etapas e classificação geral na Euskal Bizikleta de Koldo Gil e o campeonato nacional da Polónia na contrarrelógio de Peter Mazur.

#### 2007
O principal contrato para a nova temporada foi o de Iban Mayo, procedente do Euskaltel-Euskadi.
No ano 2007 participou novamente no calendário do UCI ProTour. Ficou classificado em 6ª posição, com 306 pontos. Na classificação de corredores, o ciclista melhor classificado da equipa foi Riccardo Riccò no 15º posto, com 111 pontos.
Ademais, conseguiu um total de 29 vitórias, destacando as 4 no Giro d'Italia (Leonardo Piepoli, Riccardo Riccò, Gilberto Simoni e Iban Mayo), e a de Leonardo Piepoli na Volta a Espanha. Assim mesmo, cabe assinalar as vitórias ProTour conseguidas na Paris-Nice por David Millar, as 2 etapas da Tirreno-Adriático de Riccardo Riccò, as 2 etapas e a classificação geral da Volta ao País Basco de Juanjo Cobo e a etapa no BinckBank Tour de Luciano Pagliarini.
Destacam também as 3 etapas na Volta a Castela e Leão de Francisco Ventoso, a Subida ao Naranco de Koldo Gil, as etapas na Euskal Bizikleta e na Volta às Astúrias de Alberto Fernández e a classificação geral também da Volta às Astúrias de Koldo Gil, além dos campeonatos nacionais da Grã-Bretanha em contrarrelógio e em estrada de David Millar, e o de contrarrelógio da Letónia de Raivis Belohvoščiks.
Iban Mayo deu positivo por EPO no Tour de France.

#### 2008

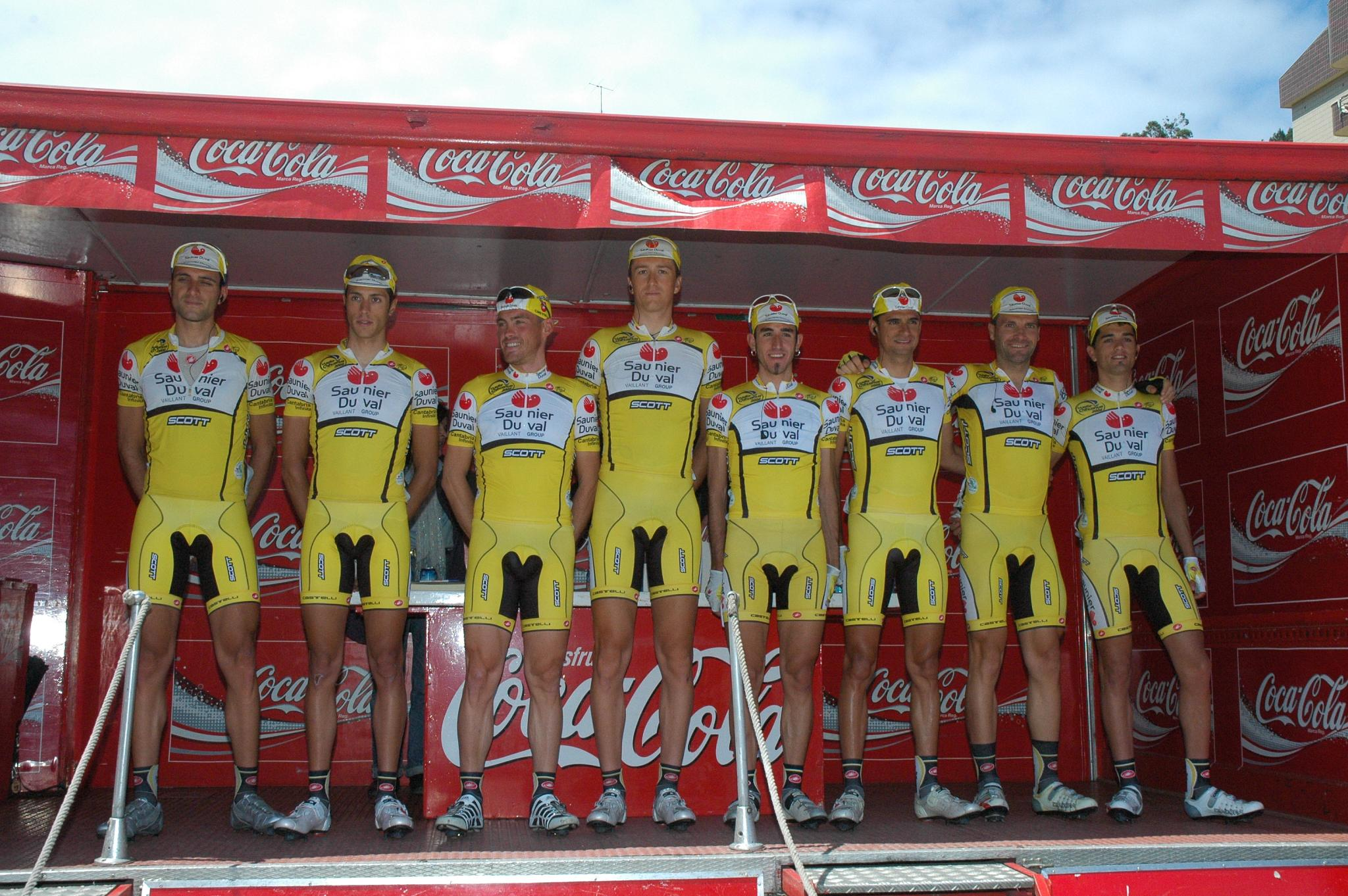
A formação da equipa Saunier Duval na Euskal Bizikleta de 2008

No ano de 2008 participou novamente no calendário do UCI ProTour. Ficou classificado em 5ª posição, com 177 pontos. Na classificação de corredores, o ciclista melhor classificado da equipa foi Josep Jufré no 42º posto, com 30 pontos.
Ademais, conseguiu um total de 14 vitórias, destacando as 2 no Giro d'Italia de Riccardo Riccò, antes de dar positivo. Assim mesmo, cabe assinalar as vitórias ProTour, a vitória de etapa no BinckBank Tour de Raivis Belohvoščiks e a etapa de David de la Fuente na Volta a Alemanha. Destacam também a vitória de etapa e da Classificação Geral da Euskal Bizikleta de Eros Capecchi, a etapa da Volta a Portugal de Juanjo Cobo, a etapa da Volta a Andaluzia de Denis Flahaut e a etapa da Volta a Burgos de Juanjo Cobo, além do campeonato nacional de contrarrelógio da Letónia de Raivis Belohvoščiks.
A campanha 2008 foi na que obteve seu melhor resultado na geral de uma das três grandes voltas de três semanas do calendário ciclista, graças ao segundo posto de Riccardo Riccò na classificação geral do Giro d'Italia, só por trás de Alberto Contador, corredor da Astana que vinha de ganhar o Tour de France de 2007.
No entanto, a temporada de 2008 da equipa esteve marcada pelo dobro positivo de Riccardo Riccò e Leonardo Piepoli no Tour de France de 2008, que motivou a mudança de nome a Scott-American Beef na segunda parte do ano, pondo assim mesmo em risco a continuidade da equipa.

##### Dopagem deRiccòePiepolinoTour
Durante as primeiras etapas do Tour, a equipa foi protagonista da carreira graças a três vitórias de etapa: Riccardo Riccò com duas etapas (a sexta etapa, finalizada em Super Besse e a nona etapa, finalizada em Bagnères-de-Bigorre, nesta última depois de um poderoso ataque no Col d´Aspin que lhe permitiu chegar à meta em solitário) e Leonardo Piepoli com uma (a décima etapa, finalizada em Hautacam), conseguindo um doblete junto a seu colega Cobo). No entanto, a 17 de julho conheceu-se que Riccò tinha dado positivo por CERA a sua amostra de urina no controle antidopagem que se lhe tinha realizado na quarta etapa, a contrarrelógio individual de Cholet. Por este motivo, Riccò, líder da equipa com duas vitórias de etapa e sétimo na geral (a 2:29 do líder), foi preso pela polícia francesa. A equipa Saunier Duval-Scott decidiu retirar-se em pleno do Tour, e ao dia seguinte Riccò foi despedido da esquadra, ao igual que o seu colega de habitação Leonardo Piepoli, ainda que este não tinha dado positivo.
Num primeiro momento, Riccò negou as acusações de dopagem, ainda que finalmente terminou admitindo que tinha tomado CERA sem conhecimento da sua equipa; ademais, renunciou à contra análise, ficando a partir de então à espera das possíveis sanções (desportivas e penais, sobre a base da nova legislação antidopagem vigente em França).
Piepoli foi expulso da equipa devido a uma "perda de confiança" e um "incumprimento do código ético da equipa", segundo palavras dos dirigentes da esquadra. No entanto, a razão de dito despedimento deveu-se a que o ciclista tinha confessado ao seu director Joxean Fernández "Matxín" que ele também se tinha dopado com o mesmo produto que Riccò; no entanto, seu director não o fez público, e ao não ser achada a CERA na análise de urina, Piepoli negou publicamente se ter dopado e se negou a declarar ante o Comité Olímpico Nacional Italiano (CONI) a 31 de julho, quando foi citado como testemunha no julgamento de dito organismo a seu colega Riccò.
Durante uns dias, a equipa correu risco de desaparecer devido às declarações de importantes executivos da empresa Saunier Duval (principal patrocinador da equipa desde a sua fundação), que desejavam rescindir o patrocínio da equipa depois do recente escândalo de dopagem protagonizado pelo líder da equipa ciclista. Apesar de que Riccò desculpou à formação da sua dopagem, finalmente a 23 de julho a empresa Saunier Duval decidiu separar da equipa, dando por terminado o seu patrocínio com efeitos imediatos (e ficando a esquadra por tanto sem patrocinador principal). No entanto, o segundo patrocinador até então, Scott (fabricante de bicicletas), decidiu ficar na equipa. Uns dias mais tarde, a esquadra anunciou que Scott e o novo patrocinador American Beef eram a partir de então os máximos patrocinadores da equipa, que passou a se chamar por tanto Scott-American Beef.
A 6 de outubro, graças a uma nova técnica antiCERA que permite detectar a CERA no sangue, se fez público que Piepoli tinha dado positivo por CERA em duas ocasiões no Tour de France de 2008, concretamente nas amostras sanguíneas que lhe foram tomadas em Brest (dantes do início da carreira) e na etapa com final em Toulouse (mal dois dias antes da sua vitória em Hautacam). Portanto, aumentava a dois (Riccò e Piepoli) o número de ciclistas do extinto Saunier Duval-Scott que tinham dado positivo por CERA no Tour de France de 2008.

##### Scott-American Beef

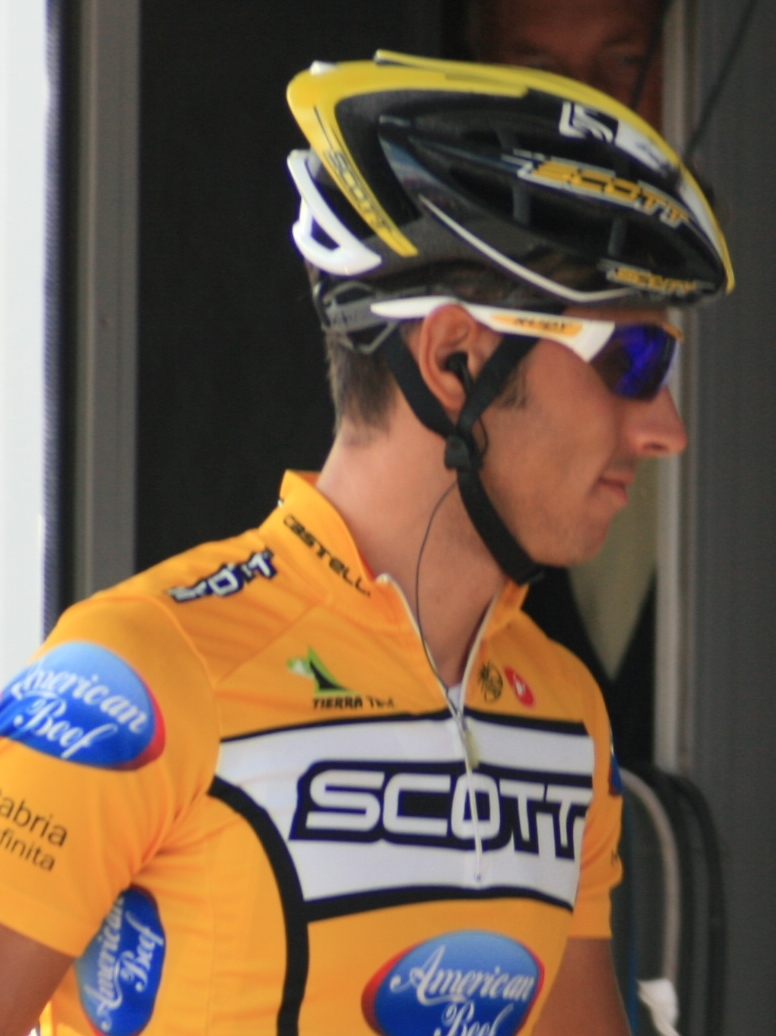
Eros Capecchi, com o maillot do Scott-American Beef.

Depois de uma paragem obrigada por estes acontecimentos, e já como Scott-American Beef, a equipa voltou à competição no primeiro fim de semana de agosto: no sábado disputou a Clássica de San Sebastián, e no domingo a Subida a Urkiola (na que Cobo foi segundo).
A organização da Volta a Espanha excluiu à equipa Scott-American Beef de sua edição do ano 2008 pelo escândalo de dopagem de Riccò, anunciando também que não convidar-se-ia a outra equipa para suprir dita vaga.
Após que o patrocinador principal Scott decidisse não continuar na equipa (para passar ao Columbia em 2009), em outubro Mauro Gianetti anunciou, sem dizer o nome da companhia, a chegada de um patrocinador italiano face à temporada de 2009 que asseguraria a continuidade da equipa (conservando ademais a sua licença UCI ProTour) e a chegada de Álvaro Crespi como novo director geral, enquanto Matxín avançou a possível contratação do veterano ciclista italiano Davide Rebellin
(que ficava livre ao desaparecer a sua até então equipa, a Gerolsteiner) como novo líder da esquadra. Não obstante, dita empresa decidiu dar marcha atrás e Rebellin anunciou o seu contrato pela equipa Diquigiovanni, pelo que a sobrevivência da formação ficou suspensa às negociações para conseguir um novo patrocinador.
A 20 de novembro, último dia do prazo, a esquadra inscreveu-se como equipa UCI ProTour para 2009 com o nome GM Bikes (apresentando ademais os avais correspondentes) à espera de fechar um acordo de patrocínio. Pouco depois, anunciou-se que a equipa passava a se chamar Fuji-Servetto, ao ter conseguido um acordo de patrocínio com ditas empresas.

### Fuji-Servetto

#### 2009
Na temporada de 2009 participou novamente no calendário do UCI ProTour. A apresentação da equipa Fuji-Servetto para dita temporada realizou-se a 5 de fevereiro em Cecina Mare (Itália), com os ex-ciclistas Paolo Bettini e Davide Cassani como mestres de cerimónias.
A equipa não pode disputar em 2009 nenhuma carreira organizada pela ASO (como a Paris-Nice ou o Tour de France), devido ao veto imposto pela empresa organizadora depois dos escândalos de dopagem perpetrados por corredores da equipa nas edições anteriores: Mayo em 2007 e sobretudo Riccò e Piepoli em 2008. A ASO alegou como motivo que a equipa danificava a imagem da prova, e o veto foi avalado pelo TAS.ref>O TAS não permite ao Fuji correr a Paris-Nice</ref>
A equipa participou na Tirreno-Adriático e a Milão-Sanremo, após que o TAS negasse à organizadora RCS (responsável assim mesmo do Giro d'Italia) a possibilidade de vetar à equipa.

### Footon-Servetto

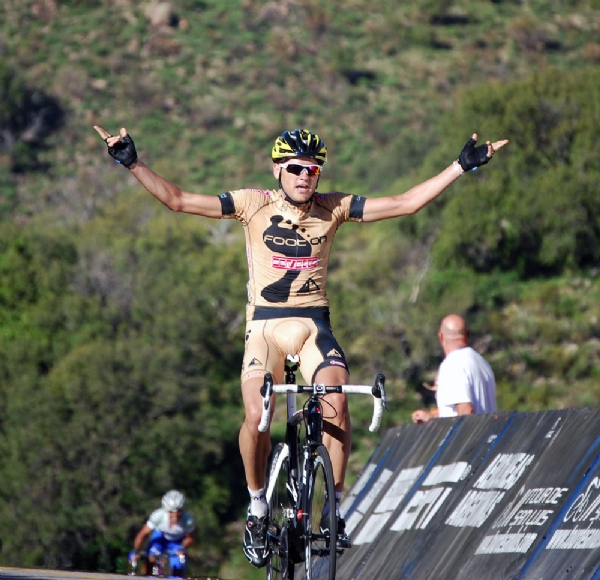
Rafael Valls com o maillot de Footon-Servetto, ganhando no Tour de San Luis

#### 2010
Mediante um comunicado, a 20 de outubro de 2009, a equipa Fuji-Servetto passou a chamar-se Footon-Servetto devido à entrada da companhia suíça Footon como novo patrocinador principal.
A 18 de dezembro de 2009 fez-se público que a AMPO, empresa que até a data copatrocinava a equipa Contentpolis-AMPO, passaria a patrocinar à equipa. Junto com o acordo produziu-se a chegada à equipa de Aitor Pérez Arrieta. Nessa mesma data anunciou-se a incorporação do australiano Johnnie Walker, chegado das filiais da Footon-Servetto, a Trasmiera-Fuji.
O plantel da formação teve numerosas mudanças no Inverno, com as baixas entre outros de Beñat Intxausti (apesar de que tinha um ano de contrato), David de la Fuente e Juanjo Cobo, ainda que conseguiu manter a nomes como Eros Capecchi, José Alberto Benítez e Arkaitz Durán. A maioria de incorporações produziu-se de modestas equipas de categoria Continental Profissional ou Continental, ainda que entre as jovens incorporações destacavam Noé Gianetti (filho do proprietário da equipa e ex ciclista Mauro Gianetti) e Johnnie Walker (da filial).
Manuel Antonio Cardoso ganhou uma etapa no Tour Down Under disputado em janeiro.
A equipa voltou ao Tour de France, onde apesar de não conseguir uma vitória de etapa teve presença em carreira graças a Rafael Valls.

### Team Geox-TMC

#### 2011
A empresa Geox passou a ser o patrocinador principal a partir de 2011. Segundo La Gazzetta dello Sport ambas partes assinariam um acordo por cinco temporadas e 50 milhões de euros ao todo, ainda que finalmente se assinou por três temporadas (até 2013). Uma das primeiras figuras que contratou foi ao ganhador do Tour de France de 2008 Carlos Sastre. Os responsáveis pela equipa mostraram-se confiantes nas suas possibilidades de atrair a algum outro ciclista de primeiro nível, como Denis Menchov ou Damiano Cunego. Menchov foi contratado, no entanto, Cunego preferiu seguir nas fileiras da Lampre-ISD.
Apesar da contratação de Sastre e Menchov, mais outros corredores como David de la Fuente e Juanjo Cobo, a equipa perdeu a categoria e deveu requalificar-se como Profissional Continental. Cinco equipas pugnaram pelas últimas três praças à máxima categoria para a temporada de 2011: Euskaltel-Euskadi, AG2R La Mondiale, QuickStep Cycling Team, Geox-TMC e Cofidis, le Crédit en Ligne sendo estes dois últimos os que ficaram fora. Seu director geral Joxean Fernández "Matxín" mostrou-se surpreso e decepcionado pela decisão da UCI e preocupado pelo futuro da equipa já que para participar das carreiras do principal calendário internacional (o UCI WorldTour), dependeria dos convites dos organizadores de ditas carreiras. Sobretudo pensando no Giro d'Italia e o Tour de France, pois a Volta a Espanha era praticamente um facto que a equipa seria convidada.
No ano não começou de boa maneira para a equipa, já que em janeiro se deu a conhecer os 4 equipas que ASO convidaria ao Tour de France de 2011. Os organizadores decidiram para essa edição da Grand Boucle, convidar as 4 equipas francesas da categoria Profissional Continental e apesar de contar em suas fileiras com o ganhador do Tour de France de 2008 (Carlos Sastre) e o terceiro em 2010 (Denis Menchov), estes não resultaram motivos suficientes para que fora convidado, recebendo a equipa um novo golpe depois da descida de categoria.ref>Os organizadores deixam fora ao Geox-TMC de Sastre e Menchov europapress.es</ref>
Depois foi convidada ao Giro d'Italia de 2011, já que RCS Sports recebeu autorização da UCI para convidar a 5 equipas com motivo da celebração dos 150 anos de independência de dito país. No Giro, o melhor resultado de etapas foi um 2º posto de Fabio Duarte na 5ª. Menchov foi o melhor localizado na classificação geral final no 8º lugar, enquanto por equipas culminou em 5ª posto.

##### Vitória de Cobo na Volta
A Volta a Espanha foi o grande momento da equipa na temporada, onde Juanjo Cobo foi o grande protagonista nas etapas 14ª e 15ª, com finais em La Farrapona (2º) e o Angliru (1º), destronando nessas etapas ao até esse momento líder, Bradley Wiggins e convertendo-se na nova Jersey vermelha da carreira que conseguiu manter até final com uma vantagem de 13" sobre Chris Froome. A classificação por equipas, também foi para o Geox-TMC com mais de 10 minutos de diferença sobre o Leopard Trek, segundo classificado.

### Fim da equipa
A vitória na Volta a Espanha fizeram crescer as esperanças de que a equipa volta-se à máxima categoria. A 20 de outubro, vencia o prazo para apresentar ante a UCI os contratos dos ciclistas para a temporada de 2012 e a sociedade gestora da equipa, o Clube Desportivo Bike Live realizou dita tramitação. Mas a empresa Geox, não depositou os avais bancários correspondentes e emitindo um comunicado declarou que punha fim ao patrocínio da equipa já que não considerava estratégica a sua presença no ciclismo. O facto tomou por surpresa a todos, incluído ao mesmo ganhador da Volta a Espanha, Juan José Cobo que 3 dias antes tinha renovado o contrato a sociedade gestora. Em outro comunicado emitido por Bike Live, assegurou-se que levar-se-á o caso ante o TAS (Tribunal de Arbitragem Desportiva) e demandar-se-ia à empresa por incumprimento do contrato.
A partir desse momento, tanto Gianetti como Matxín, embarcaram-se numa carreira contra o relógio para salvar à equipa antes de que vencessem os prazos e conseguir permanecer pelo menos na categoria Continental Profissional. Contactaram-se com várias empresas, tanto da Espanha como de Itália mas sem resultados positivos. Inclusive chegaram a viajar à Venezuela e apresentaram o projecto de equipa ao governo de dito país, o qual foi visto com bons olhos e mediante uma carta do governo venezuelano conseguiram adiar a apresentação dos avais ante a UCI, mas finalmente o projecto fracassou.
A 5 de dezembro, a comissão de licenças da UCI, mediante uma carta comunicou à equipa que os prazos para apresentar os avais tinham vencido e não teria mais prorrogações, com o qual a estrutura de Gianetti e Matxín desapareceu em 2012.

## Corredor melhor classificado nas Grandes Voltas
| Ano  | Giro d'Italia       | Tour de France         | Volta a Espanha                |
| ---- | ------------------- | ---------------------- | ------------------------------ |
| 2004 | 16.º Rubén Lobato   | -                      | 27.º Leonardo Piepoli          |
| 2005 | 5.º Juanma Gárate   | 23.º Leonardo Piepoli  | 29.º Íñigo Cuesta              |
| 2006 | 3.º Gilberto Simoni | 39.º Christophe Rinero | 5.º José Ángel Gómez Marchante |
| 2007 | 4.º Gilberto Simoni | 15.º Iban Mayo         | 34.º Iker Camaño               |
| 2008 | 2.º Riccardo Riccò  | Abandono               | -                              |
| 2009 | 35.º Iker Camaño    | -                      | 24.ª David de la Fuente        |
| 2010 | 22.º Iam Mayoz      | 51.º Rafa Valls        | 73.º José Alberto Benítez      |
| 2011 | 7.º Denís Menshov   | -                      | 5.º Denis Menchov              |

## Equipas filiais

### Profissionais
Durante os anos 2005-2007 teve dois filiais na última categoria do profissionalismo (categoria Continental) as equipas murcianas de a 3 Molinos Resort e Grupo Nicolás Mateos onde estiveram cedidos alguns dos corredores que anos depois passaram à equipa como foi o caso de Beñat Intxausti.

### Amador
A esquadra de Matxín contava até convulse em 2008 com uma equipa filial no campo amador chamados com o mesmo nome que o maior: Saunier Duval e Scott-American Beef. Desde 2009, a equipa satélite da Fuji-Servetto passou a ser o também cántabro Trasmiera-Fuji, antigo Noja-Canalsa.
Em 2010, graças à entrada do novo patrocinador Footon na equipa UCI ProTour Footon-Servetto, a equipa filial passou a chamar-se Trasmiera-Footon-Fuji. Este conjunto esteve dirigido por Miguel Ángel e Francisco Baldor. Desde esta equipa têm dado o salto à esquadra profissional Pedro Merino e Johnnie Walker, enquanto Mario Gutiérrez esteve a prova no final do 2010. Ademais, os russos Dimitry Ignatiev e Stanislav Volkov foram profissionais com o Itera-Katusha, enquanto o israelita Niv Libner com o Amore & Vita.
Este em 2011 foi substituído por uma equipa filial belga mais internacional chamado Geox-Fuji Teste Team com 32 corredores.

## Material ciclista

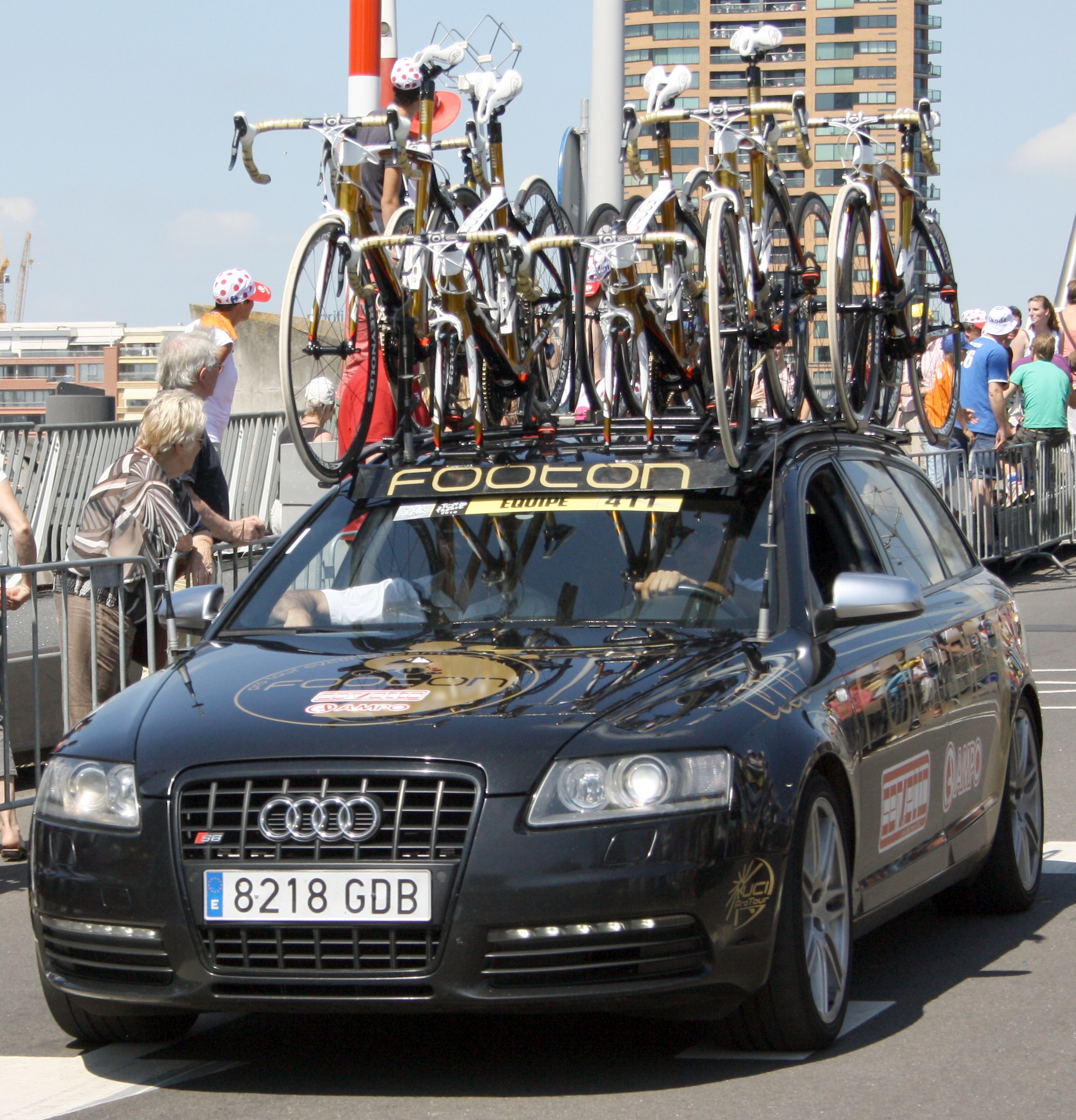
Carro oficial utilizado pela equipa em 2010

- Bicicletas: Fuji
- Componentes: TIME
- Travões: TRP
- Rodas: Reynolds
- Equipamento: Giordana
- Selins: Selle SMP
- Capacetes: Limar
- Sapatilhas: DMT
- Garafões: Elite
- Contaquilómetros: Polar Electro
- Roupa de rua: Legea
- Carros: Audi

## Sede
A equipa tem a sua sede em Hoznayo, Entrambasaguas (Cantabria, Espanha).

## Classificações UCI
A União Ciclista Internacional elaborava o Ranking UCI de classificação dos ciclistas e equipas profissionais.
A partir de 1999 e até 2004 a UCI estabeleceu uma classificação por equipas divididas em três categorias (primeira, segunda e terceira). A classificação da equipa e de sua ciclista mais destacado foi a seguinte:
| Ano  | Categoria | Classificação por equipas | Melhor corredor na classificação individual | Posição |
| 2004 | Primeira  | 14º                       | Miguel Ángel Martín Perdiguero              | 13º     |

A partir de 2005 a UCI instaurou o circuito profissional de máxima categoria, o UCI ProTour, onde a equipa está desde que se criou dita categoria. As classificações da equipa e do seu ciclista mais destacado são as seguintes:
| Ano  | Classificação por equipas | Melhor corredor na classificação individual | Posição |
| 2005 | 7º                        | Constantino Zaballa                         | 28º     |
| 2006 | 9º                        | José Ángel Gómez Marchante                  | 24º     |
| 2007 | 6º                        | Riccardo Riccò                              | 14º     |
| 2008 | 5º                        | Josep Jufré                                 | 42º     |

Depois de discrepâncias entre a UCI e as Grandes Voltas, em 2009 teve-se que refundar o UCI ProTour numa nova estrutura chamada UCI World Ranking, formada por carreiras do UCI World Calendar; a equipa seguiu sendo de categoria UCI ProTour.
| Ano  | Classificação por equipas | Melhor corredor na classificação individual | Posição |
| 2009 | 23º                       | Juanjo Cobo                                 | 72º     |
| 2010 | 29º                       | Manuel Antonio Cardoso                      | 148º    |

Com a requalificação da equipa como Profissional Continental na temporada de 2011, não teve acesso às classificações do UCI WorldTour, mas se à dos Circuitos Continentais onde as posições que obteve foram estas:
| Ano                      | Classificação por equipas | Melhor corredor na classificação individual | Posição |
| 2010-2011 (America Tour) | 28º                       | Giampaolo Cheula                            | 229º    |
| 2010-2011 (Asia Tour)    | 64º                       | Matteo Pelucchi                             | 283º    |
| 2010-2011 (Europe Tour)  | 15º                       | Daniele Ratto                               | 84º     |

## Palmarés destacado
Para o palmarés completo, veja-se Palmarés da Saunier Duval

### Grandes Voltas
- Tour de France
  - 1 vitória de etapa
    - 2008: Juanjo Cobo (10ª)
- Giro d'Italia
  - 8 vitórias de etapa
    - 2006: Leonardo Piepoli (13ª e 17ª)
    - 2007: Leonardo Piepoli (10ª), Riccardo Riccò (15ª), Gilberto Simoni (17ª), Iban Mayo (19ª)
    - 2008: Riccardo Riccò (2ª e 8ª)
- Volta a Espanha
  - 5 vitórias de etapa
    - 2004: Leonardo Piepoli (9ª), Tino Zaballa (19ª)
    - 2006: Fran Ventoso (3ª), David Millar (14ª)
    - 2007: Leonardo Piepoli (9ª)

### Outras carreiras
- Clássica de San Sebastián
  - 2004: Miguel Ángel Martín Perdiguero
  - 2005: Tino Zaballa
- Volta ao País Basco
  - 2006: José Ángel Gómez Marchante
  - 2007: Juanjo Cobo

- Nesta listagem encontram-se as vitórias de etapa e gerais em Grandes Voltas, carreiras da Copa do Mundo e carreiras do UCI ProTour (e suas posteriores denominações).

## Principais ciclistas
Para os elencos da equipa, veja-se Elencos da Saunier Duval
| - Miguel Ángel Martín Perdiguero (2004) - Juanjo Cobo (2004-2009 e 2011) - David de la Fuente (2004-2009 e 2011) - Leonardo Piepoli (2004-2008) - Manuele Mori (2004-2008) - Francisco Ventoso (2004-2007) - Joaquim Rodríguez (2004-2005) - Tino Zaballa (2004-2005) - Fabian Jeker (2004-2005) - José Ángel Gómez Marchante (2005-2008) - Marco Pinotti (2005-2006) - Íñigo Cuesta (2005) | - Juan Manuel Gárate (2005) - Chris Horner (2005) - Riccardo Riccò (2006-2008) - David Millar (2006-2007) - Gilberto Simoni (2006-2007) - Iker Camaño (2007-2009) - Iban Mayo (2007) - Beñat Intxausti (2008-2009) - Aitor Pérez Arrieta (2010) - Carlos Sastre (2011) - Denis Menchov (2011) |